# Santa Maria del Cedro
Santa Maria del Cedro és un municipi italià, dins de la província de Cosenza. L'any 2019 tenia 5.008 habitants. Limita amb els municipis de Grisolia, Orsomarso, Scalea, Verbicaro.